# La maravillosa muerte de Dudley Stone (cuento de Ray Bradbury)
La maravillosa muerte de Dudley Stone (título original en inglés: The Wonderful Death of Dudley Stone) es un relato corto del escritor estadounidense Ray Bradbury. Publicado originalmente en la revista  Charm en julio de 1954, fue incluido en la antología The October Country	(1955).

## Argumento
Dudley Stone es un afamado escritor con un prometedor futuro que todos le auguran, aunque cierto día decide abandonar la escritura para llevar una vida normal y sin sobresaltos.
Al cabo de los años, uno de sus decepcionados lectores viaja hasta Nueva Inglaterra, donde vive el señor Stone, para saber de primera mano las razones que movieron al escritor a renunciar a la literatura.

## Adaptación televisiva
El propio Bradbury adaptó el cuento para la serie The Ray Bradbury Theater. El episodio titulado  The Wonderful Death of Dudley Stone se emitió el 18 de agosto de 1989. Fue dirigido por David Copeland e interpretado por John Saxon, Alan Scarfe y Susan Wilson.